# Železniški predor Karavanke
Železniški predor Karavanke pri Hrušici nad Jesenicami je 7976 metrov dolg slovensko-avstrijski predor na železniški progi, ki povezuje Srednjo Evropo prek Visokih Tur in Karavank ter v nadaljevanju z Bohinjsko progo do severnojadranskih pristanišč, s priključki v Ljubljani pa naprej proti jugu na Balkan, Bližnji vzhod in Panonsko nižino. 

## Zgodovina
Z izgradnjo karavanškega predora so pričeli poleti leta 1900, ko so na hruščanskem polju začeli z izgradnjo 7 km dolge ozkotirne železnice, ki je omogočala dostop iz predora do gramoznice na Savi, železniške postaje na Hrušici in deponije gradbenega materiala ter kamnoloma v Mirci. Z avstrijske strani je predor gradilo podjetje Ed. Gross & Co., s slovenske pa italijansko podjetje Kadile & Co. Predor je bil prebit po petih letih gradnje, 15. maja leta 1905. Pri izgradnji predora je sodelovalo 3.128 delavcev, v samem predoru pa je delalo 1.300 delavcev različnih narodnosti. Dela v predoru so bila zaključena 30. septembra 1906, hkrati s priključki na Celovec, Beljak in Jesenice, dan kasneje, ko je prvi vlak uradno peljal skozi predor, pa so ga tako povezali tudi z dobre tri mesece prej prometu predano Bohinjsko progo.
V letih 2020–21 je bila v sodelovanju med Slovenijo in Avstrijo izvedena obnova predora, za katero je bilo zagotovljeno tudi sofinanciranje iz kohezijskih sredstev EU v višini dobrih 49 milijonov evrov. V okviru del je bilo urejeno odvodnjavanje, dvotirna proga nadomeščena z enotirno, ki dopušča večje obremenitve in hitrosti do 120 km/h, obnovljeni so bili dotrajani in poškodovani deli predora, ob strani je bila zgrajena pot za intervencije in vzdrževanje v celotni dolžini predora in vgrajene naprave za signalizacijo, varnost in telekomunikacije.